# Dankler Luís de Jesus Pedreira
Dankler Luis de Jesus Pereira, oder einfach Dankler (* 24. Januar 1992 in Salvador), ist ein brasilianischer Fußballspieler.

## Karriere
Dankler erlernte das Fußballspielen in den Jugendmannschaft vom EC Vitória in seiner Geburtsstadt Salvador. Hier unterschrieb er 2012 auch seinen ersten Profivertrag. Im Juli 2013 wechselte er zu Botafogo FR nach Rio de Janeiro. 2015 wurde er nach Joinville zum Joinville EC ausgeliehen. 2016 wechselte er nach Europa. Hier unterschrieb er in Portugal einen Vertrag beim GD Estoril Praia in Estoril. Für Estoril spielte er insgesamt 43-mal in der ersten Liga, der Primeira Liga. Der französische Club RC Lens lieh ihn von Juli 2017 bis Januar 2018 aus. Mit Lens spielte er elfmal in der zweiten Liga, der Ligue 2. Im August 2018 verließ er Estoril und schloss Vitória Setúbal aus Setúbal an. Für Setúbal absolvierte er zehn Erstligaspiele. Im Februar 2019 zog es ihn nach Asien. Hier unterschrieb er in Japan einen Vertrag bei Vissel Kōbe. Der Verein aus Kōbe spielte in der ersten Liga des Landes, der J1 League. Mit Vissel gewann er 2019 den Kaiserpokal und den Supercup.
Nachdem er von Mitte Februar 2021 an den Rest der Saison bei Cerezo Osaka verbracht hatte, stand er ab der Saison 2021/22 bei al-Ahli in Saudi-Arabien unter Vertrag, wurde danach aber vereinslos.

## Erfolge
Vitória
- Copa do Nordeste: 2010

Vissel Kōbe
- Kaiserpokal: 2019
- Japanischer Fußball-Supercup: 2020